# Rutledge (Pensilvania)
Rutledge es un borough ubicado en el condado de Delaware en el estado estadounidense de Pensilvania. En el año 2000 tenía una población de 860 habitantes y una densidad poblacional de 2,475.2 personas por km².

## Geografía
Rutledge se encuentra ubicado en las coordenadas 39°54′3″N 75°19′39″O / 39.90083, -75.32750

## Demografía
Según la Oficina del Censo en 2000 los ingresos medios por hogar en la localidad eran de $80,972 y los ingresos medios por familia eran $90,333. Los hombres tenían unos ingresos medios de $46,500 frente a los $33,281 para las mujeres. La renta per cápita para la localidad era de $51,800. Alrededor del 5.3% de la población estaba por debajo del umbral de pobreza.